# Luzonia philippinensis
Luzonia philippinensis is een tweekleppigensoort uit de familie van de Cuspidariidae. De wetenschappelijke naam van de soort is voor het eerst geldig gepubliceerd in 1843 door Hinds.